# Poljska na Svjetskom prvenstvu u atletici 2009.
Poljska se kao država članica IAAF-a natjecala na Svjetskom prvenstvu u atletici 2009. u Berlinu (od 15. do 23. kolovoza), natjecala s 42 predstavnika.

## Osvajači odličja
| Odličje | Atletičar          | Disciplina         | Nadnevak     | Rezultat  |
| ------- | ------------------ | ------------------ | ------------ | --------- |
| zlato   | Anna Rogowska      | skok s motkom      | 17. kolovoza | 4,75 m    |
| zlato   | Anita Włodarczyk   | bacanje kladiva    | 22. kolovoza | 77,96 m   |
| srebro  | Tomasz Majewski    | bacanje kugle      | 15. kolovoza | 21,91 m   |
| srebro  | Monika Pyrek       | skok s motkom      | 17. kolovoza | 4,65 m    |
| srebro  | Szymon Ziółkowski  | bacanje kladiva    | 17. kolovoza | 79,30 m   |
| srebro  | Piotr Małachowski  | bacanje diska      | 19. kolovoza | 69,15 m   |
| bronca  | Kamila Chudzik     | sedmoboj           | 16. kolovoza | 6 471     |
| bronca  | Sylwester Bednarek | skok u vis         | 21. kolovoza | 2,32 m    |
| bronca  | Grzegorz Sudoł     | 50 km brzo hodanje | 21. kolovoza | 3:42.34 s |